# Фјениле Канети (Падова)
Фјениле Канети је насеље у Италији у округу Падова, региону Венето.
Према процени из 2011. у насељу је живело 36 становника. Насеље се налази на надморској висини од 8 м.